# BBC Жизнь птиц
«Жизнь птиц» (англ. The Life of Birds) — документальный сериал BBC о природе, написанный и представленный Дэвидом Аттенборо, впервые показанный в Великобритании 21 октября 1998 года.
Изучающий эволюцию и повадки птиц, это третий специализированный проект Аттенборо после его главной трилогии, которая началась с «Жизни на Земле». В каждом из десяти 50-минутных выпусков рассказывается о том, как огромное разнообразие птиц в мире взаимодействует с различными аспектами их повседневного существования.
Сериал был выпущен совместно с BBC Worldwide Americas Inc. и PBS. Исполнительным продюсером был Майк Салисбери, а музыку написали Йен Батчер и Стивен Фо. Программа получила премию Пибоди в 1999 году за сочетание «впечатляющих образов и безупречной науки».
В рамках серии программ Аттенборо «Жизнь» сериалу предшествовала «Невидимая жизнь растений» (1995), за ним последовала «Жизнь млекопитающих» (2002). Перед тем, как последняя была передана на телестудию, Дэвид Аттенборо представил «Состояние планеты» (2000) и озвучил «Голубую планету» (2001).

## Процесс съёмок
Как и в предыдущих проектах Аттенборо, программа включают в себя кадры, снятые в различных регионах. Создание сериала заняло три года и включило поездки в 42 страны. Тема уже была ранее освещена Аттенборо в «Жизни на Земле» в серии под названием «Властители воздуха». Однако, по его собственному признанию, будучи полностью очарован семейством райских птиц, Аттенборо не был экспертом в орнитологии. Тем не менее, идея всего телесериала, посвящённой этим существам, привела его в восторг, так как он сможет не только доложить о своих находках зрительской аудитории, но и расширять свои собственные знания.
С самого начала съёмочная группа определила, что впоследствии звук птичьего крика и пения не будет дублироваться на снятые фотографии: он будет записываться одновременно. С этой целью была организована тщательная подготовка к тому, чтобы не включать искусственные «шумы» от подобных автомобилей и самолётов. Для одной последовательности кадров британского предрассветного птичьего пения было важно, чтобы движение клюва и выпущенного тёплого воздуха было синхронно сопровождающей его песне.
Уловка, используемая для привлечения некоторых животных поближе к камере, заключалась в том, чтобы воспроизвести запись того же вида в надежде, что цель не только ответит, но и выяснит её источник. Это было использовано в выпуске «Сигналы и песни», где Аттенборо приманил превосходного лирохвоста — одного из лучших имитаторов природы — и заставил появиться в нужный момент. Несмотря на такую удачу, на съёмках сериала не всё было гладко: в «Поиске партнёра» Аттенборо преследовал глухарь, который даже не остановился, когда ведущий упал.
Техника, которая ранее использовалась для «Живой планеты», снова была применена для съёмки серых гусей в полёте. Недавно вылупившиеся гусята были запечатлены с человеческой «матерью», и, когда они выросли, их можно было снять на камеру, летящих рядом с автомобилем с открытым верхом. Компьютерная анимация используется в первом эпизоде для иллюстрации вымерших видов, таких как фороракосовые и моа.
Производство было внезапно остановлено во время поездки в Новую Зеландию в 1997 году, когда умерла жена Аттенборо, Джейн:
«Следующая поездка для сериала „Птицы“, конечно же, была отменена. Но я не мог просто отказаться от сериала. Три четверти съёмок было сделано. Фильм некоторых программ был отредактирован, но ни один из комментариев всё ещё не был записан. Было много работы, которую я должен был сделать — и я был благодарен за это».

## Выпуски
«Птицы — самые совершенные аэронавты, которых когда-либо видел мир. Они летят высоко и низко, на большой скорости и очень медленно. И всегда с необычайной точностью и контролем».— Вступительная речь Дэвида Аттенборо

### 1. Летать или не летать?
Вышедший в эфир 21 октября 1998 года первый выпуск рассказывает о том, как птицы впервые поднялись в небо после насекомых. Он начинается в Мексике, где Аттенборо наблюдает, как летучую мышь перехитрил краснохвостый сарыч. Птерозавры были предшественниками птиц, примерно через 150 миллионов лет после того, как стрекозы разработали средства полёта, но в конечном итоге вымерли вместе с динозаврами. Птицы к тому времени уже эволюционировали от ранних форм, таких как археоптерикс, первого существа, обладавшего перьями. Его происхождение можно отследить по рептилиям, и некоторые современные виды, такие как летучий дракон, возможно, показывают пути, которыми могла пройти эта эволюция. Одной из самых больших птиц, которая когда-либо существовала, был фороракос, который размножился после исчезновения динозавров и достиг высоты 2,5 метра. Для сравнения, страус, хотя и не тесно связан, является самой крупной и тяжелой живой птицей. Вероятно, именно уклонение от хищников привело к тому, что большинство птиц поднялось в воздух, а их нелетающие кузены эволюционировали, потому что у них было мало врагов. Соответственно, такие виды чаще встречаются на островах, и Аттенборо посещает Новую Зеландию, чтобы увидеть её большое разнообразие, особенно киви. Также изображены моа и орёл Хааста, огромные существа, которых теперь уже нет. Такахе встречается крайне редко, и высоко в горах Новой Зеландии Аттенборо обнаруживает одну из популяций, состоящую всего из 40 пар. Наконец, ещё один пример на грани исчезновения — какапо, который в один момент насчитывал только 61 особь. Слышен зов самца — чрезвычайно усиленная глубокая нота, которую можно услышать на большом расстоянии от его гнезда.

### 2. Искусство летать
Вторая серия программы, показанная 28 октября 1998 года, посвящена механике полёта. Подъём на воздух — безусловно, самая изнурительная деятельность птиц, и Аттенборо наблюдает за буревестниками в Японии, которые взбираются на деревья, чтобы хорошенько оттолкнуться. Альбатрос настолько велик, что взлетает только после разбега, создавая воздушный поток над своими крыльями. Комбинация аэродинамики и восходящих воздушных потоков (или тепловых потоков) вместе с колебанием или скольжением — вот что удерживает птицу в воздухе. Посадка требует меньше энергии, но большей квалификации, особенно для большой птицы, такой как лебедь. Вес сводится к минимуму благодаря клюву из кератина вместо кости, лёгкому корпусу и шерстяному покрову из перьев. Сапсан является рекордсменом по скорости полёта в воздухе со скоростью более 300 км/ч. И наоборот, сипуха обязана своим хищническим успехом медленному полёту, а пустельга замечает свою добычу, зависая. Однако настоящими специалистами в этом отношении являются колибри, чья скорость взмаха крыльев составляет 25 раз в секунду. Повадки перелетных птиц изучаются. После того, как в течение короткого северного лета запаслись едой, такие виды отправятся в долгое путешествие на юг. Некоторые, такие как белый гусь, путешествуют непрерывно, используя для навигации как звёзды, так и солнце. Они контрастируют с ястребами и стервятниками, которые скользят тёплому воздушному потоку сушей и поэтому должны остановиться на ночь.

### 3. Ненасытные
Следующий выпуск (в эфире 4 ноября 1998) посвящён гастрономическим потребностям и тому, как клювы различных видов эволюционировали, чтобы удовлетворить их индивидуальным требованиям. Они представляют множество форм. Обыкновенная лазоревка и черноголовый щегол имеют клювы, похожие на пинцет, с помощью которого можно извлекать семена, в то время как обыкновенный дубонос с клювом, похожим на бритву, может иметь дело с вишневыми косточками. Тем не менее, клёст является единственным зябликом, который может вращать своими челюстями в противоположных направлениях. сойки запасают жёлуди на зиму, пряча их в земле, тогда как дятлы могут хранить до 60 000 плодов в одном стволе дерева. Сок растений также предпочтителен, и для его получения используются различные методы. Гоацин является единственным специализированным листоедом и, соответственно, имеет пищеварительную систему, более похожую на пищеварительную систему крупного рогатого скота. Растения приманивают птиц, чтобы те поспособствовали опылению, и предлагают нектар в качестве награды. Колибри мало что едят, а клюв мечеклюва самый длинный из всех птиц относительно длины тела. Насекомые тоже являются изысканным лакомством, и галапагосские вьюрки обладают некоторой изобретательностью, поскольку они не только снимают кору, но и используют «инструменты» для ловли своей добычи. Вороны считаются одними из самых умных птиц, и одна из них показана копающей личинку в упавшем бревне с помощью палки. Зарянка — авантюристка, и Аттенборо наблюдает за тем, как она хватает кусочки, когда он вскапывает землю. В Южной Америке коровий тиранн сидит на вершине капибары и использует свою точку обзора, чтобы разглядеть проходящую еду, которую может согнать его пасущийся партнер.

### 4. Хищники
В этом выпуске, показанном 11 ноября 1998 года, рассматриваются те птицы, питающиеся плотью, и методы их охоты. В Новой Зеландии Аттенборо наблюдает за кеа, попугаями, которые не едят исключительно мясо, совершая набеги на гнёзда буревестника за птенцами. Тем не менее, хищным птицам, таким как совы, канюки, орлы, соколы и стервятники, посвящена большая часть программы. Для обнаружения и преследования своих жертв они обладают очень острыми зрением и слухом. Стервятники — исключение в том смысле, что они едят то, что оставили другие, и, как только найдётся туша, на неё спускается так много птиц, что под ними, кажется, затонула падаль. Гриф-индейка является аномалией в своей группе, поскольку у него также есть острое обоняние. Орлы энергично защищают свою территорию, а пара орланов участвует в воздушном сражении. Галапагосский канюк охотится на морских игуан, но может делать это только тогда, когда его добыча уязвима в период размножения. Африканский лунёвый ястреб приспособился к добыче роющих животных благодаря паре особенно длинных с двумя суставами ног. В отличие от него, сорокопут не снабжён необходимыми для бойни острым клювом и когтями, и поэтому расчленяет свою жертву, пронзая её шипами акации. Бородач ест кости и бросает их на камни с большой высоты, чтобы разбить их до легкоусвояемых размеров. Также представлены ястреб-перепелятник, ястреб-тетеревятник и сапсан.

### 5. Рыболовы
Транслированная 18 ноября 1998 следующая серия повествует об обитателях рек и океанов. Оляпка плавает полностью под водой в поисках пищи, тогда как зимородок использует технику «гарпуна», ныряя с выгодной позиции. Тем не менее, змеешейка использует комбинацию обоих методов, преследуя свою добычу под водой, прежде чем её схватить. В отличие от неё, голубоногая цапля использует своего рода танец, чтобы избавиться от водных обитателей. Водорезы обладают челюстями разных размеров, нижняя используется для того, чтобы скользить по поверхности воды для ловли мелких рыб. Утки разработали комплекс рыболовных навыков. Некоторые балуются, как кряква, в то время как другие имеют более изящный вид и находятся под водой, как дома, такие как большой крохаль. Кулики — специалисты по питанию на ваттах во время отлива, к ним относятся шилоклювки, веретенники, бекасовидные веретенники и песчанки. Пеликан кормится в группах, их мешковидные клювы более успешны при коллективном использовании. Олуши ловят рыбу в открытом океане, и они позируют, массово ныряя бомбочкой. Аттенборо посещает остров Лорд-Хау, недалеко от Австралии, и, подражая зову различных птиц, приглашает группу любопытных тайфунников Соландра, которые являются местными жителями для исследования. Поскольку в их среде обитания нет людей, они очень доверчивые виды, как обнаруживает Аттенборо, когда один из них садится на его руку. Выйдя на казалось бы пустой участок океана, ведущий может за считанные секунды наполнить его различными морскими птицами, просто выливая в воду рыбий жир.

### 6. Сигналы и песни
В этой части, вышедшей в эфир 25 ноября 1998 года, рассказывается о способах коммуникации. Колония рябинников в Швеции удерживает воронов от набегов на гнёзда, коллективно поднимая звуковую тревогу. Однако в английском лесу все виды взаимодействуют, чтобы тайно предупредить друг друга о приближающейся опасности. В отличие от этого, солнечная цапля показан, взъёрошивающим своё оперение, чтобы обескуражить группу мародерствующих ястребов. Члены семейства зябликов иллюстрируют, как цвет помогает распознаванию. Птицы имеют отличное цветовое зрение, а перья многих видов реагируют на ультрафиолетовое излучение. Стая птиц, таких как воробьи, также имеет «систему ранжирования», которая определяет старшинство. В Патагонии Аттенборо демонстрирует эффективность звука: он призывает Магелланова королевского дятла, стуча по дереву. Природа тропических лесов символизирует, что их обитатели, как правило, звучат гораздо громче, чем в других местах обитания, и показано несколько таких видов. Вид Philesturnus варьируют свои сигналы, таким образом, что могут быть идентифицированы даже особями из разных областей. Рассветный хор представляет собой загадку, поскольку ещё многое предстоит узнать о том, почему так много разных птиц поют вместе в одно и то же время суток (защита территории или привлечение партнеров — две наиболее вероятные причины). Наконец, Аттенборо представляет большого лирохвоста как одного из самых многосторонних исполнителей: это искусный мимик, и именно он подражает не только другим видам, но и камерам, автомобильной сигнализации, и цепной пиле.

### 7. «Поиск партнёра»
В передаче, показанной 2 декабря 1998 года, исследуются брачные ритуалы. Если самец ищет партнёршу и имеет подходящее гнездо, он должен объявить об этом либо своим зовом, либо своим видом, либо и тем, и другим. Примером последнего является птица-фрегат с надутым мешочком для горла. Ухаживание птицы-носорога, среди многих других, также сводится к предложению подарка. Для некоторых видов танец также может быть важным элементом, и показаны поганки, исполняющие па-де-де. Скальные петушки, который танцует соло, сравниваются с командным выступлением манакина. Как только между парой установится доверие, может последовать взаимное вычёсывание перьев. После спаривания партнёры обычно остаются вместе, чтобы взрастить их будущую семью. Глазчатый трагопан с его красивой и яркой шеей, гималайский монал со светящимися перьями и огромный хвостатый аргус и павлином с его красочным и огромным хвостом.
В этом отношении нанду и плосконосые плавунчики выделяются как необычные, потому что в обоих случаях именно самец насиживает яйца. Некоторые самки оценивают предполагаемого спутника по его способности строить гнезда, и это является заметной частью поведения ткача. Шалашник демонстрирует один из самых сложных навыков: хижиноподобное сооружение, дополненное коллекцией предметов, предназначенных для впечатления. Конкуренция среди самцов может быть жёсткой, и в Шотландии Аттенборо наблюдает за соперничающими глухарями, участвующими в битве — после того, как один из них преследует ведущего. Птичья полиандрия не широко распространена, но проиллюстрирован прекрасный расписной малюр, где семью самцов может легко составить молодняк, который не было отцом.

### 8. Потребности яйца
В этом выпуске, вышедшем на экраны 9 декабря 1998 года, рассказывается о том, на что птицы пойдут на то, чтобы их птенцы появились на свет. Аттенборо начинается на Сейшельских островах, где тёмные крачки, которые до сих пор проводят свои жизни в воздухе, приземлились, чтобы отложить яйца. Это необходимо для птиц, так как яйца слишком тяжелы, чтобы их можно было переносить в воздухе в течение какого-либо значительного промежутка времени. Крайне важно, чтобы гнёзда находились как можно дальше от хищников, и для них показаны необычные места, такие как: за водной завесой водопада Игуасу в Южной Америке (выбранной стрижами), скалы на побережье Аргентины, облюбованные попугаями гнёзда муравьёв, занимаемые дятлом, и дупло в дереве, внутри которого уживается самка птицы-носорога. Яйца нуждаются в тепле, и некоторые гнёзда окутаны перьями хозяев, другие — найденными в другом месте. Внешние температуры определяют способ инкубации яиц. Белая сова должна делать это сама из-за своей среды обитания; однако малео может использовать солнечное тепло. Количество откладываемых яиц также варьируется: например, киви откладывает только одно, тогда как лазоревка откладывает много. Их пёстрый окрас служит для маскировки. К птицам, которые крадут яйца, относятся туканы и вороны-флейтисты. Для сдерживания воров используется ряд стратегий, о чём свидетельствует желтопоясничная шипоклювка, которая строит гнездо-приманку на вершине своего фактического гнезда, и ржанка, которая отвлекает мародёров, симулируя травмы.

### 9. Проблемы отцовства
Предпоследняя серия от 16 декабря 1998 года посвящена тому, как птицы выводят своё потомство. После успешной инкубации их яиц наступает момент, когда они вылупляются, и тогда начинается настоящая проблема: кормление птенцов. Показано, как лапландский подорожник и оляпка делают это практически непрерывно в течение дня. У гульдовой амадины есть ещё одна проблема, заключающаяся в том, что внутри его полого гнезда темно, поэтому у его малышей заметные маркировки во рту для идентификации. Поганки кормят перьями, которыми он выравнивает желудок, и тем самым защищает его от рыбьих костей. Лысухи и пеликаны относятся к числу тех, кто заставляет потомство умереть от голода, если не хватает еды. Европейская кукушка обманывает другие виды, чтобы вырастить чужих птенцов, но отнюдь не единственная такая. Защита семьи также является приоритетной задачей, и чёрные казарки показывают перестраховку, гнездясь рядом с белыми совами, но как только вылупляются яйца, они и их выводок должны бежать, чтобы не остаться на съедение соседям. Около миллиона тёмных крачек на Сейшельских островах доказывают, что единство есть безопасность, и близлежащие хищные цапли имеют небольшой успех при попытке похищения. Поведение арабских серых дроздов-говорунов больше похоже на поведение отряда обезьян: они делают всё для общего блага группы. В конце концов наступит день, когда полёт свершится, и взрослый птенец покинет гнездо, чтобы создать собственную семью.

### 10. Пределы выносливости
Переданная в эфир 23 декабря 1998 года, последняя часть программы рассматривает проблемы, которые птицам необходимо решить для выживания. Рябок — вид, который приспособился к жизни в пустыне: его нагрудные перья способны впитывать воду, которую он может передать птенчикам. Рачья ржанка также гнездится в песке и роет, пока не найдет комфортную температуру. Птицы, которые выбирают отдалённые места, могут очень быстро размножаться, например, фламинго на африканском щелочном озере. В то же время, зимой всего несколько популяций очковой гаги встречаются на немногих собраниях на участках Северного Ледовитого океана. Город является относительно недавней средой обитания, но многие привыкли к нему, например, американские черные катарты в Сан-Паулу. В Японии вороны научились ломать орехи, бросая их на пешеходные переходы — и ожидая остановки движения, прежде чем собрать их. В Северной Америке пурпурные лесные ласточки стали полностью зависимыми от людей в их местах гнездования. Аттенборо подчеркивает влияние человека, описывая тихоокеанский остров Гуам, где популяция птиц была уничтожена после случайного появления коричневой бойги в 1940-х годах. Примерами видов, на которых охотились до полного истребления, являются разноклювая гуйя, бескрылая гагарка и наиболее известный додо. Тем не менее, предпринимаются попытки по сохранению, например, австралийского золотистобрюхого травяного попугайчика, розового голубя и попугая Psittacula eques (два последних — на Маврикии).

«Птицы перелетали с континента на континент задолго до нас. Они достигли самого холодного места на Земле, Антарктиды, задолго до нас. Они могут выжить в самых жарких пустынях. Некоторые могут оставаться в полёте на протяжении многих лет непрерывно. Они могут опоясывать земной шар. Теперь мы захватили землю, море и небо, но, обладая навыками, заботой и знаниями, мы можем гарантировать, что на Земле всё ещё есть место для птиц во всей их красоте и разнообразии — если мы хотим… И, конечно же, мы должны».— Заключительная речь Дэвида Аттенборо

## DVD и книги
Сериал доступен в Великобритании для регионов 2 и 4 в виде трехдискового DVD (BBCDVD1020, выпущенного 4 декабря 2000 года) и как часть The Life Collection. Каждый эпизод имеет дополнительные кадры, доступ к которым предоставляется отдельно.
Сопроводительная книга Дэвида Аттенборо «Жизнь птиц» была опубликована BBC Books 24 сентября 1998 года.